# 프리야 아난드
프리야 아난드(Priya Anand, 1986년 9월 17일 ~ )는 인도의 배우, 모델이다.

## 출연 작품
- 퍼키 리턴즈 (2017)
- 바나캄 첸나이 (2013)
- 퍼키 (2013)
- 스위밍 어게인스트 더 타이드 (2013)
- 랑그레즈 (2013)
- 굿모닝 맨하탄 (2012)
- 180 (2011)